# تپه آسیاب آبی بالا
تپه آسیاب آبی بالا مربوط به دوران‌های تاریخی پس از اسلام است و در شهرستان بوئین‌زهرا، بخش آوج، روستای آروچان واقع شده و این اثر در تاریخ ۱۲ شهریور ۱۳۸۰ با شمارهٔ ثبت ۳۷۹۵ به‌عنوان یکی از آثار ملی ایران به ثبت رسیده است.